# Фарйон, Алйос
Алйос Фарйон (нидерл. Aljos Farjon, 1946) — нидерландский ботаник.     

## Биография
Алйос Фарйон родился в 1946 году.
Он начал изучать систематику хвойных растений в начале 1980-х годов с публикацией своей первой книги Pines: Drawings and Descriptions of the Genus Pinus (1984). До 1993 года Фарйон работал в Гербарии Утрехтского университета в Нидерландах, а потом временно переехал в Оксфордский университет в Англии, где работал до 1995 года. До этого времени он не проявлял особой активности в вопросах сохранения хвойных растений, хотя он был членом группы специалистов по хвойным растениям (Conifer Specialist Group); его опыт в области охраны природы был больше связан с природными заповедниками и управления ими в Голландии, чем с проблемой видов деревьев, находящихся под угрозой исчезновения в глобальном масштабе. Хотя группа специалистов по хвойным растениям имела международное членство, большинство из её членов находились в Великобритании, поэтому Алйос и переехал туда. 
Алйос Фарйон работал в качестве старшего научного сотрудника в Королевских ботанических садах Кью, где он возглавлял раздел гербария с 1996 года до выхода на пенсию в возрасте 60 лет в 2006 году. В 1995 году Фарйон стал председателем группы специалистов по хвойным растениям Международного союза охраны природы. В 1997 году он получил престижную Медаль Энглера (серебро) от Международной ассоциации по таксономии растений. В 2006 году Алйос был награждён Veitch Memorial Medal Королевского садоводческого общества. 
Фарйон является сотрудником научных ботанических журналов; он опубликовал десять книг и более 120 статей, не только по хвойным растениям. Алйос Фарйон является членом Лондонского Линнеевского общества, а также членом Международной ассоциации по таксономии растений, Регистрационного консультативного комитета по хвойным растениям Королевского садоводческого общества и Международного дендрологического общества. В настоящее время он проживает в Мидлсексе, Англия. 

## Научная деятельность
Алйос Фарйон специализируется на семенных растениях.  

## Избранные публикации
- 1984: Pines: Drawings and Descriptions of the Genus Pinus. Leiden: E.J. Brill. ISBN 90 04 07068 0 (2e editie: Brill Academic Publishers (2005), ISBN 9004139168).
- 1990: Pinaceae, Drawings and Descriptions of the Genera Abies, Cedrus, Pseudolarix, Keteleeria, Nothotsuga, Tsuga, Cathaya, Pseudotsuga, Larix and Picea. Regnum Vegetabile, Vol. 121. Köningstein: Koeltz Scientific Books. ISBN 3 87429 298 3.
- 1997: Pinus (Pinaceae), Flora Neotropica, Monograph 75 (together with Brian T. Styles). New York: The New York Botanical Garden. ISBN 0 89327 411 9.
- 1998: World Checklist and Bibliography of Conifers. Kew Publishing. ISBN 1842460250.
- 2005: A Monograph of Cupressaceae and Sciadopitys. Richmond: Royal Botanic Gardens, Kew. ISBN 1842460684.
- 2005: A Bibliography of Conifers, 2e editie. Kew Publishing. ISBN 1842461206.
- 2008: A Natural History of Conifers. Timber Press. ISBN 9780881928693.